# Chryseobacterium greenlandensis
Candidatus Chryseobacterium greenlandensis — запропонований вид надзвичайно малих бактерій, знайдений у зразках криги в Ґренландії на глибині 3 000 метрів і віком 120 000 років, що вказує на їх здатність виживати протягом тривалого часу в середовищах з низькою температурою, великим тиском, низьким вмістом кисню та з малою кількістю поживних речовин.